# Rhaphidophora tetrasperma
Rhaphidophora tetrasperma  (лат.) — вид цветковых растений семейства Ароидные, рода Рафидофора. В основном произрастает в Южном Таиланде и Малайзии.
Этого представителя ароидных часто ошибочно принимают за другие виды и семейства, о чём свидетельствуют некоторые из приведенных выше названий, используемых в питомниках растений и розничными торговцами. Некоторые из этих ошибочных названий включают: Monstera deliciosa (принято за миниатюрную версию), Philodendron sp. и Epipremnum pinnatum, которые могут иметь одинаковую перистую листву, в зависимости от стадии жизни конкретного растения.

## Продажи
13 июня 2021 года экземпляр Rhaphidophora Tetrasperma редкого белого цвета был продан на интернет-аукционе «Trade me» в Новой Зеландии за рекордные 27 100 новозеландских долларов (приблизительно 19 300 долларов США).